# Qiyâs
Le terme qiyâs (قياس [qijās], « analogie », « référence » ou « syllogisme ») désigne un type de raisonnement utilisé par les juristes musulmans pour déterminer la solution d'un problème de droit (fiqh, jurisprudence islamique) non prévu par les textes du Coran et de la sunna.
Al-Ghazali le définit : « La déduction des règles du droit par le raisonnement » (Al-Mustasfa, I, 4). Il ne le considère pas comme une source du droit à part entière, mais comme une source secondaire, dans la mesure où l'analogie ne fait que s'appuyer sur les sources.
L'importance de cette méthode comme source du droit musulman est variable selon les écoles d'interprétation (madhhab). Elle s'appuie, notamment, sur un verset du Coran (LIX,2) qui précise : « Vous qui avez du jugement, prenez exemple », et sur le verset IV, 43, qui autorise l'ablution avec du sable lorsque l'on manque d'eau (appelée aussi ablution sèche ou Tayammum   ). Le prophète de l'islam, Mahomet, lui-même aurait habilité le gouverneur du Yémen, Mu'adh ben Djabal, « à faire de son mieux » s'il ne trouvait pas de solution appropriée dans le Coran et la sunna,.
Il ne s'agit pas d'un jugement personnel ni à plus forte raison d'une interprétation de la « Loi divine », mais d'un raisonnement rigoureux qui n'est pas susceptible d'arbitraire, systématique et encadré par les règles de l'analogie. Cependant, le syllogisme juridique doit être distingué du syllogisme rationnel ou démonstratif. Le premier repose sur des prémisses dont la certitude est fonction de la qualité des sources invoquées. Hiérarchiser la fiabilité des sources est l'un des objets de cette science que sont les uṣūl al-fīqh.

## Exemple d'analogie juridique
Par exemple : la consommation de vin est condamnée par un hudud (peine fixe) parce qu'elle produit l'ébriété. Cette « cause » permet, par une analogie effectuée par les chaféites, de condamner également la consommation de toute boisson fermentée produisant l'ébriété . Toutefois, les hanéfites, qui interdisent également la consommation de boisson enivrante, considèrent qu'il n'est ici nul besoin de procéder par analogie, et que cette interdiction générale découlerait d'une simple conséquence logique du texte.
Cet exemple permet de montrer comment la jurisprudence musulmane part des cas concrets prévus dans les textes écrits (Coran et sunna) pour ensuite opérer des généralisations à l'aide d'analogies sur des cas spécifiques. Elle ne part pas, ici, de principes généraux ; lesquels peuvent être toutefois invoqués: toute règle de droit prescrite par la charia est censée promouvoir le maslaha, ou « intérêt public », ce qui permet parfois, pour un juge, de décider à l'encontre d'un raisonnement juridique strict afin de promouvoir le bien: il s'appuie alors sur l'istislah, ou « préférence juridique » — cette procédure permet en particulier d'adapter le droit aux mœurs spécifiques d'un lieu et d'une époque donnée.
Un autre exemple concerne le divorce judiciaire prononcé pour vice rédhibitoire, autorisé en vertu d'une analogie avec le vice caché lors d'une vente.

## L'analogie selon les différentes écoles juridiques
L'analogie en tant que source de droit a été vivement contestée par divers traditionalistes (les zhâhirites s'y opposaient catégoriquement, de même qu'Ibn Hazm, etc.), mais elle fut employée dès le IIe siècle de l'Hégire par des juristes, dont certains furent les maîtres de l'imam Abû Hanîfa (mort en 150/767) qui l'appliqua systématiquement. L'imam Ash-Shâfi'î fondateur de l'école (madhhab) chafiite, précisa la nature du qiyâs en le fondant sur la recherche de la « cause » d'une décision.
À l'inverse, le penseur réformiste Mohamed Talbi reproche à l'analogie d'imposer un raisonnement à partir du passé : « elle examine le présent à l'aune du passé. Elle est au fond une lecture passéiste du texte. »
Le qiyâs est utilisé - plus ou moins fréquemment - par les quatre écoles juridiques du sunnisme. Les hanafites sont ceux qui l'utilisent le plus, et les hanbalites sont ceux qui l'utilisent le moins.